# Osman Jama Ali
Osman Jama Ali (somali:  Cusmaan Jaamac Cali [Kalluun], nascido em 1941) é um político somali. Ele serviu brevemente como primeiro-ministro da Somália sob o Governo Nacional de Transição (TNG) de 28 de outubro de 2001 a 12 de novembro de 2001.